# Gaia (gudinde)
 For alternative betydninger, se Gaia. (Se også artikler, som begynder med Gaia)
Gaia er, ifølge græsk mytologi, Jorden. Hun beskrives oftest som "Jordens Gudinde", men i historierne om Titanerne, fremstår hun også som selve Jorden. Begge titler er altså gyldige.
Hendes oprindelse er ikke velkendt, men ifølge Hesiod, kom hun til fra kaos, sammen med natten nyx, mørket Erebos og Tartaros.
Hun fødte, "ubefrugtet", Uranos (Himlen), og derfra starter historierne om Titanerne. Hun er såvel moder til alt liv.

## Gaia hypotesen
En moderne teori går ud på, at Jorden er en levende organisme. Gaia-hypotesen er således en videnskabelig teori foreslået af den britiske forsker James Lovelock i 1970'erne, som postulerer, at jorden (Gaia) fungerer som et komplekst, selvregulerende system, der opretholder betingelserne for liv.

## Eksterne links
- Wikimedia Commons har flere filer relateret til Gaia (gudinde)

| Mytologi | Spire Denne artikel om mytologi er en spire som bør udbygges. Du er velkommen til at hjælpe Wikipedia ved at udvide den. |